# Krchleby (kraj ołomuniecki)
Krchleby (niem. Chirles) – gmina w Czechach, w powiecie Šumperk, w kraju ołomunieckim. Według danych z dnia 1 stycznia 2012 liczyła 190 mieszkańców.
Zobacz też:
- Krchleby